# Ichneumon brachigaster
Ichneumon brachigaster är en stekelart som beskrevs av Cuvier 1833. Ichneumon brachigaster ingår i släktet Ichneumon och familjen brokparasitsteklar. Inga underarter finns listade i Catalogue of Life.